# دودا (لاعب كرة قدم برازيلي)
دودا (22 سبتمبر 1988 - ) هو لاعب كرة قدم برازيلي في مركز الهجوم. لعب مع Giulianova Calcio ‏.

## وصلات خارجية
- دودا (لاعب كرة قدم برازيلي) على موقع Soccerway.com (الإنجليزية)